# Ramiro Navarro De Anda
Ramiro Navarro De Anda (* 25. Mai 1943 in Tepatitlán de Morelos, Jalisco; † 26. März 2008 in Mexiko-Stadt), auch bekannt unter dem Spitznamen El Loco (der Verrückte), war ein mexikanischer Fußballspieler, der im Angriff agierte.

## Biografie

### Verein
Navarro De Anda begann seine Profikarriere in der mexikanischen Primera División beim Club Oro, für den er zwischen 1961 und 1966 tätig war. Anschließend wechselte er in die Hauptstadt, wo er zunächst beim Club América und anschließend beim Club Necaxa unter Vertrag stand.

### Nationalmannschaft
Sein Debüt in der mexikanischen Nationalmannschaft gab El Loco Navarro  am 12. März 1965 in einem WM-Qualifikationsspiel gegen die USA. Beim 2:0-Sieg gegen den Erzrivalen gelang ihm in der 57. Minute der zweite Treffer. Seine weiteren Länderspiele bestritt er Anfang April 1965 im Rahmen des CONCACAF-Pokals 1965 gegen Niederländisch Antillen (5:0), Haiti (3:0) und Costa Rica (1:1). Ferner gehörte Ramiro Navarro zum mexikanischen WM-Aufgebot 1966, kam dort aber nicht zum Einsatz.

## Erfolge
- Mexikanischer Meister: 1962/63
- Mexikanischer Supercup: 1962/63